# Герб Вышгорода
Герб Вышгорода (укр. Герб Вишгорода) — официальный символ города Вышгород, районного центра Киевской области Украины. Утверждён решением исполнительного комитета Вышгородского городского совета 22 июня 1996 года. Автор — Р. Орлов.

## Описание
Герб представляет собой геральдический щит четырёхугольной формы с полукругом в основе. В серебряном поле в красно-чёрной одежде святые Борис и Глеб удерживают золотой восьмираменний крест. Щит обрамлён декоративным картушем и увенчан золотой городской короной с тремя башенками.

## Значение
Святые Борис и Глеб символизируют выдающееся историческое прошлое летописного Вышгорода — большого ремесленного центра и северного форпоста Киева, напоминают об одной из старейших каменных церквей периода Киевской Руси, которая была построена в Вышгороде. Золотой крест исторически отличает Вышгород, как один из древнейших центров религиозной жизни Киевской Руси, и указывает на наличие вблизи города древнего монастыря.
Серебряный цвет в геральдике символизирует девственность, чистоту, безупречность и непорочность. Красный цвет — традиционный и широко применяемый во времена Киевской Руси — указывает на мужество и силу, смелость, любовь. Чёрный — осторожность, мудрость, глубину и таинственность жизни, печаль. В сочетании красная и чёрная краски символически передают трагизм невинной гибели Бориса и Глеба от руки брата и утверждают идею христианской любви.